# تازه ازدواج‌کرده (فیلم ۱۹۲۸)
«تازه ازدواج‌کرده» (انگلیسی: Just Married (1928 film)) یک فیلم است که در سال ۱۹۲۸ منتشر شد. از بازیگران آن می‌توان به هریسون فورد، تام ریکتس، لیلا لی، ماریو کاریلو و آرتور هویت اشاره کرد.